# Synagoge (Muttersholtz)

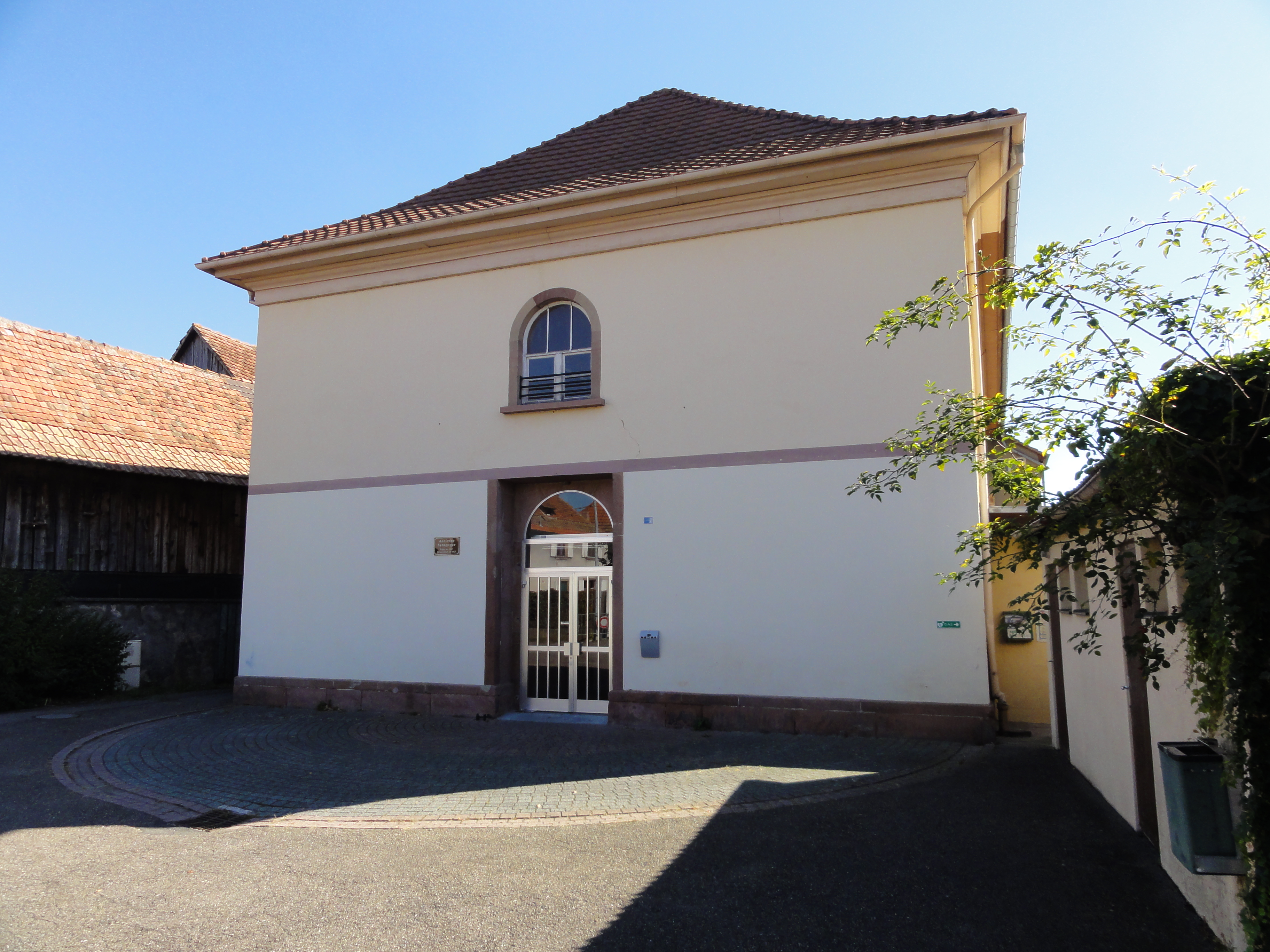
Ehemalige Synagoge in Muttersholtz

Die Synagoge in Muttersholtz, einer französischen Gemeinde im Département Bas-Rhin in der Region Grand Est, wurde 1838 errichtet. Die profanierte Synagoge befindet sich in der Rue des Tilleuls Nr. 4.
Das Gebäude der ehemaligen Synagoge wurde nach 1940 umgebaut und gewerblich genutzt. Heute dient das Synagogengebäude als Gymnastikraum.